# Ceratopogon naccinervis
Ceratopogon naccinervis är en tvåvingeart som beskrevs av Art Borkent 1997. Ceratopogon naccinervis ingår i släktet Ceratopogon och familjen svidknott.
Artens utbredningsområde är Belgien. Inga underarter finns listade i Catalogue of Life.